# Pehr Adrian Gadd
Pour les articles homonymes, voir Gadd.
Pehr Adrian Gadd (né le 12 avril 1727 à Pirkkala, mort le 11 août 1797 à Turku) est un naturaliste finlandais, un économiste et un chimiste. 

## Biographie
Pehr Adrian Gadd devient en 1761 le premier professeur de chimie de l'Académie royale d'Åbo, ce qui fait de lui en même temps  le premier professeur de chimie de toute la Finlande. Il a fait des recherches sur la chimie, y compris son application en métallurgie et à l'agriculture ainsi que la fabrication du salpêtre et de la potasse.
Gadd a dirigé un total de 103 thèses de doctorat, entre autres choses la recherche de thèse de Jacob Gummerus, qui traitait la vie des oiseaux dans l'archipel du comté de Turku, et dont le matériau fut vraisemblablement ramassé par Gadd dans les années 1750. Gummerus a défendu sa thèse en 1769.
Dans son enseignement de chimie, Gadd commence une nouvelle ère : il enseigne en finnois et rejette le latin pour le suédois comme langue de thèses. En 1768 il publie en finnois un petit livre sur la culture de quelques herbes aromatiques où il donne aussi des conseils pour les faire pousser en Finlande.